# III. Haakon norvég király
III. Haakon Sverresson (1182 – 1204. január 1.) norvég király 1202-től haláláig.
Sverre király törvénytelen fiaként született és édesapját halála után követte a trónon. Rövid uralkodása alatt megpróbálta megszüntetni a korona és az egyház közti szakadást, és a száműzött püspökök visszatérhettek egyházmegyéjükbe. Hirtelen halálát állítólag méreg okozta, amelyet svéd mostohaanyja, Margit felbújtására kevertek az italába. A méreg olyan erős volt, hogy a király holtteste felduzzadt, elkékült és alaktalan tömeggé vált. Haakon párthívei ezért meg akarták ölni a kegyetlen mostohát, de annak sikerült Svédországba menekülnie. Halála után unokaöccsét, Guttormot tették meg királynak.

## Gyermeke
Haakon soha sem nősült meg, egy törvénytelen gyermeket hagyott maga után hátra Varteig-i Ingától:
- Haakont[4] (1204 – 1263. december 15.), norvég király 1217-től